# Eugenio Pagnini
Eugenio Pagnini (Forlì, 13 luglio 1905 – Rimini, 29 settembre 1993) è stato un pentatleta italiano.

## Biografia
Nato nel 1905 a Forlì, a 22 anni partecipò ai Giochi olimpici di Amsterdam 1928, terminando 11º nell'individuale con 74 punti (9º nel tiro a segno, 1º nel nuoto, 29º nella scherma, 6º nella corsa e 29º nell'equitazione).
4 anni dopo prese di nuovo parte alle Olimpiadi, quelle di Los Angeles 1932, terminando 12º nell'individuale con 56.5 punti (9º nell'equitazione, 13º nella scherma, 21º nel tiro a segno, 2º nel nuoto e 11º nella corsa).
Dopo il ritiro fu insegnante di educazione fisica al Liceo "Giulio Cesare" di Rimini. Nel 1949, dopo un viaggio negli Stati Uniti, contribuì a portare a Rimini il baseball e alla creazione della squadra poi diventata Rimini Baseball Club, vincitrice nei decenni a seguire di numerosi titoli in campo nazionale e continentale.
Morì nel 1993, a 88 anni.